# Aptesis fuscitibia
Aptesis fuscitibia är en stekelart som beskrevs av Henry Keith Townes, Jr. 1962. Aptesis fuscitibia ingår i släktet Aptesis och familjen brokparasitsteklar. Inga underarter finns listade.